# Trichlorbenzole
Die Trichlorbenzole bilden in der Chemie eine Stoffgruppe, bestehend aus einem Benzolring mit drei Chloratomen (–Cl) als Substituenten. Durch deren unterschiedliche Anordnung ergeben sich drei Konstitutionsisomere mit der Summenformel C6H3Cl3.

## Vertreter
| Gefahrensymbol | Gefahrensymbol |

| Gefahrensymbol | Gefahrensymbol |

| Gefahrensymbol |

## Gewinnung und Darstellung
Trichlorbenzole werden durch katalytische Chlorierung von Dichlorbenzolen gewonnen.
Sie fallen in großen Mengen als Synthese-Zwischenprodukt an. Wird Benzol direkt mit Chlor in Gegenwart einer Lewissäure, wie z. B. Eisen(III)-chlorid oder Aluminiumchlorid umgesetzt, so wird als Hauptprodukt Chlorbenzol in 80–90%iger Ausbeute erhalten. Trichlorbenzole fallen bei dieser Reaktion nur in geringen Mengen als Nebenprodukte an. Wird jedoch die Menge des eingesetzten Chlorierungsmittels deutlich erhöht, so können größere Mengen Dichlorbenzole gewonnen werden, wobei auch weiterhin Chlorbenzol und die höher chlorierten Benzole wie eben Trichlorbenzole als Nebenprodukt entstehen.

## Eigenschaften
Die Siedepunkte der drei Isomere liegen relativ nah beieinander, während sich ihre Schmelzpunkte deutlicher unterscheiden. Das 1,3,5-Trichlorbenzol, welches die höchste Symmetrie aufweist, besitzt den höchsten Schmelzpunkt. Die Trichlorbenzole sind praktisch unlöslich in Wasser, löslich in organischen Lösungsmitteln.

## Verwendung
Trichlorbenzole finden zunehmend Anwendung als Edukte und Zwischenprodukte für Pharmazeutika, Pflanzenschutzmittel, Farbstoffe und Schädlingsbekämpfungsmittel. Sie dienen als Lösungsmittel für Lacke, Gummi, Wachse, Harze und Desinfektionsmittel.
1,2,3-Trichlorbenzol wird als Herbizid verwendet.
1,2,4-Trichlorbenzol wird als Wärmeübertragungsmittel, Termitengift, Lösungsmittel in der Verarbeitung von Polyesterfasern, Zusatz in Ölen und Schmiermitteln und als Zwischenprodukt bei der Herstellung von Herbiziden verwendet. Der frühere Einsatz als Dielektrikum in Transformatoren wurde wegen der Bildung hochgiftiger polychlorierter Dioxine und Dibenzofurane gestoppt.
1,3,5-Trichlorbenzol wird als Termitenbekämpfungsmittel und Kühlmittel verwendet. Es ist weiterhin in elektrischen Isolatoren und Transformatorenöl enthalten.

## Sicherheitshinweise
Die MAK-Kommission hat für 1,2,3- und 1,3,5-Trichlorbenzol einen Wert von 5 ml/m3 bzw. 38 mg/m3 festgelegt. Die Dämpfe von 1,3,5-Trichlorbenzol können mit Luft beim Erhitzen des Stoffes über seinen Flammpunkt ein explosionsfähiges Gemisch bilden. 1,2,3- und 1,2,4-Trichlorbenzol sind sehr giftig für Wasserorganismen.
Allgemein zersetzen sich die Substanzen in der Hitze, wobei Phosgen und Chlorwasserstoff frei werden.